# نات غلوفر
نات غلوفر (بالإنجليزية: Nat Glover)‏ هو ضابط شرطة أمريكي، ولد في 29 مارس 1943 في جاكسونفيل في الولايات المتحدة.